# Ахмедова, Елена Александровна
Еле́на Алекса́ндровна Ахме́дова (род. 2 августа 1951, Батайск, Ростовская область, РСФСР, СССР) — советский и российский учёный-градостроитель, доктор архитектуры (1995; кандидат архитектуры 1978), профессор (1996; доцент 1986), академик РААСН по отделению градостроительства (2021; член-корреспондент 2001), академик Международной академии наук экологии и безопасности жизнедеятельности (МАНЭБ), член ICOMOS, член Союза архитекторов России (с 1984 года), почётный член Межрегиональной общественной организации содействия архитектурному образованию (МООСАО), почётный работник высшего профессионального образования Российской Федерации, заведующая кафедрой градостроительства факультета архитектуры и дизайна академии строительства и архитектуры) СамГТУ, член градостроительного совета при губернаторе Самарской области, заместитель председателя экспертного совета ВАК при Минобрнауки России по строительству и архитектуре, кандидат в мастера спорта по настольному теннису.

## Биография и профессиональная деятельность
Елена Староселец родилась 2 августа 1951 года в г. Батайск Ростовской области в семье инженеров-железнодорожников, выпускников Ростовского института инженеров железнодорожного транспорта.
В 1968 г. окончила среднюю школу в г. Куйбышев.
В 1973 г. окончила Куйбышевский инженерно-строительный институт им. А.И. Микояна с присвоением квалификации «Архитектор». Была в первом выпуске КуИСИ по специальности «Архитектура». Училась в одной группе с Сергеем Малаховым, ныне профессором кафедры основ архитектуры и художественных коммуникаций (ОАиХК) института архитектуры и градостроительства (ИАГ) НИУ МГСУ, доктором архитектуры, профессором, членом САР, а также Ниной Лекаревой, ныне профессором кафедры градостроительства ФАиД АСА СамГТУ, кандидатом архитектуры, доцентом, академиком МАНЭБ, членом САР.

### Защита диссертаций
В 1978 г. окончила аспирантуру Ленинградского инженерно-строительного института, в том же году под руководством кандидата архитектуры, доцента И. В. Барсовой защитила диссертацию на тему «Архитектурно-планировочная организация природных рекреационных территорий в групповых системах населенных мест Среднего Поволжья: на примере Куйбышевской области», представленную на соискание учёной степени кандидата архитектуры по научной специальности 18.00.04 – Градостроительство, районная планировка, ландшафтная архитектура и планировка сельскохозяйственных населённых мест. В 1986 году присвоено учёное звание доцента.
В 1995 г. защитила диссертацию на тему «Методы градостроительного регулирования региональной среды обитания (градостроительный мониторинг, оценка земель, прогноз развития)», представленную на соискание учёной степени доктора архитектуры по научной специальности 18.00.04 – Градостроительство, районная планировка, ландшафтная архитектура и планировка сельскохозяйственных населённых мест. Докторская диссертация была выполнена без научного консультанта. Официальными оппонентами выступили доктор архитектуры, профессор, действительный член РААСН по отделению градостроительства В. В. Владимиров, доктор архитектуры, профессор, действительный член РААСН по отделению архитектуры Т. А. Славина , доктор архитектуры, профессор Ю. Б. Хромов, ведущей организацией – Санкт-Петербургский научно-исследовательский институт по градостроительству. Защита диссертации состоялась на заседании специализированного совета на базе СПбГАСУ. В 1996 году присвоено учёное звание профессора.

### Педагогическая деятельность
С 1974 г. работала в должностях ассистента, старшего преподавателя, доцента, профессора кафедры градостроительства архитектурного факультета (АФ) Куйбышевского инженерно-строительного института им. А.И. Микояна. С 1988 г. работает в должности заведующей кафедрой градостроительства Самарского архитектурно-строительного института (позднее – Самарской государственной архитектурно-строительной академии, Самарского государственного архитектурно-строительного университета, Архитектурно-строительного института Самарского государственного технического университета, ныне – Академии строительства и архитектуры Самарского государственного технического университета).
С 1997 г. на архитектурном факультете начинает вестись подготовка специалистов по специальности «Дизайн» (по направлениям «Дизайн среды» и «Дизайн одежды»), в открытии которой Е. А. Ахмедова и её коллеги по кафедре и факультету сыграли решающую роль.
В 2003–2011 гг. возглавляла институт архитектуры и дизайна (ИАиД) Самарского государственного архитектурно-строительного университета.
В разные годы педагогической деятельности Е. А. Ахмедова читала и продолжает читать такие курсы, как «Градостроительная политика», «Градостроительный кадастр», «Инновационные стратегии в современном архитектурно-градостроительном комплекс», «Информационно-коммуникативное поле города», «Медиатехнологии в архитектуре и градостроительстве», «Методика написания, оформления и защиты диссертации», «Методология научных исследований», «Основы градостроительной реконструкции», «Основы теории градостроительства и территориального планирования», «Редевелопмент городских территорий», «Традиции и инновации градостроительного развития Самарского региона», «Философия и методология научной и проектной деятельности», «Экономическая география», «Эстетика архитектуры, градостроительства и дизайна», «Эстетика в архитектуре и дизайне», кроме того ведёт основные дисциплины по направлениям подготовки – архитектурное и градостроительное проектирование, руководит практиками, а также выступает в качестве научного руководителя магистрантов и аспирантов.
В настоящее время руководит одной из научных школ, сформировавшихся на кафедре градостроительства, а именно разработкой новых методов градостроительного регулирования региональной среды обитания.

### Ученики
Под руководством Е. А. Ахмедовой было подготовлено более 16 кандидатских диссертаций, в том числе диссертация нынешнего профессора кафедры архитектуры жилых и общественных зданий (АЖОЗ) АСА СамГТУ, кандидата архитектуры, доцента Вавиловой Татьяны Яновны, профессора кафедры градостроительства АСА СамГТУ, кандидата архитектуры, доцента Теряговой Александры Николаевны и доцента кафедры градостроительства АСА СамГТУ, кандидата архитектуры Жоголевой Анны Владимировны.
Ученики Е. А. Ахмедовой защищают свои диссертации по научным специальностям 05.23.20 – Теория и история архитектуры, реставрация и реконструкция историко-архитектурного наследия (бывш. 18.00.01, ныне – 2.1.11), 05.23.21 – Архитектура зданий и сооружений. Творческие концепции архитектурной деятельности, 05.23.22 – Градостроительство, планировка сельских населённых пунктов (бывш. 18.00.04 – Градостроительство, районная планировка, ландшафтная архитектура и планировка сельских населённых мест). Также Е. А. Ахмедова выступала научным консультантом диссертаций по другим научным специальностям и отраслям науки, например, по диссертации Валиулиной Светланы Валерьевны (2007), представленной на соискание учёной степени кандидата философских наук по научной специальности 09.00.11 – Социальная философия.
Ученики Е. А. Ахмедовой работают в сфере науки и образования, а также в сфере реального градостроительного планирования и архитектурного проектирования. Например, профессор кафедры градостроительства, кандидат архитектуры, доцент, советник РААСН по отделению архитектуры Данилова Элина Викторовна, защитившая кандидатскую диссертацию под руководством Ахмедовой Е. А. в 2001 г., с 2004 по 2009 гг. занимала должность декана архитектурного факультета ИАиД СГАСУ. Профессор кафедры реконструкции и реставрации архитектурного наследия (РиРАН), кандидат архитектуры, доцент, член САР Малышева Светлана Геннадиевна, защитившая кандидатскую диссертацию под руководством Е. А. Ахмедовой в 1997 г., с 2004 г. до момента присоединения факультета дизайна (ФД) к архитектурному факультету в 2021 г. являлась его деканом. Кафедру РиРАН возглавляет доктор архитектуры, доцент, член САР Вавилонская (Баранова) Татьяна Владимировна, защитившая кандидатскую диссертацию под руководством Ахмедовой Е. А. в 1995 г.
Другие ученики Е. А. Ахмедовой ведут преподавательскую деятельность почти на всех кафедрах ФАиД. Так, кандидат архитектуры, доцент Колесников Сергей Анатольевич возглавляет кафедру архитектурно-строительной графики и изобразительного искусства (АСГиИИ); кандидат архитектуры, доцент Вавилова Татьяна Яновна работает в должности профессора на кафедре АЖОЗ; кандидат архитектуры, доцент Терягова Александра Николаевна работает в должности профессора, а кандидат архитектуры Жоголева Анна Владимировна – в должности доцента на кафедре градостроительства. Кандидат архитектуры Адонина Анна Владимировна в должности старшего преподавателя трудится сразу на двух кафедрах: градостроительства и АЖОЗ. В таком же формате (на 2 кафедрах), но в должности ассистента, работает кандидат архитектуры Кандалова Алла Дмитриевна.

### Научная деятельность
Елена Ахмедова входит в состав 2 диссертационных советов: 24.2.343.01 (Д 212.162.07) на базе ННГАСУ, где является заместителем председателя совета и представляет научную специальность 2.1.11, и 24.2.380.02 на базе СПбГАСУ, где является членом совета и представляет специальность 2.1.13.
Елена Ахмедова является заместителем председателя экспертного совета ВАК при Минобрнауки России по строительству и архитектуре.
Неоднократно выступала в качестве официального оппонента, например, по кандидатской диссертации Сотниковой Инны Викторовны (2008) и докторской диссертации Золотарёвой Милены Владимировны (2010).
Является членом редакционных коллегий и редакционных советов многих научных изданий, входящих в Перечень ВАК, например журнала «Градостроительство и архитектура» (бывш. «Вестник СГАСУ. Градостроительство и архитектура», англ. «Urban construction and architecture»), «Архитектура и строительство России», «Приволжский научный журнал», «Вестник БГТУ им. В.Г. Шухова», «Социология города», «Строительные материалы и изделия», «Региональная архитектура и строительство», «Современная архитектура мира», «Эксперт: теория и практика» и других, а также других научных журналов, таких как «Innovative Project», «Техническая эстетика и дизайн-исследования», «Научное обозрение» и других.
Является членом учёного совета РААСН по градостроительству, членом научного совета РААСН по градостроительной экологии, членом совета по взаимодействию РААСН и образовательных организаций, председателем Самарского представительства Приволжского территориального отделения РААСН.
Многократно выступала в качестве организатора, модератора различных научных мероприятий, например в 2019 году выступила в роли модератора круглого стола «Вопросы территориального планирования  Самарско-Тольяттинской агломерации», проводившегося на базе АСА СамГТУ в рамках I Международного форума архитектурно-строительных инноваций «Города будущего». К участию в круглом столе были приглашены в частности Бочаров Юрий Петрович, Ребайн Татьяна Яновна, Каракова Татьяна Владимировна и другие.

### Профессиональная деятельность
По совместительству с научно-педагогической деятельностью на кафедре градостроительства СГАСУ работала в кооперативе «Город» и проблемной научно-исследовательской лаборатории при кафедре градостроительства «Региональная урбанистика». Руководила научно-производственной фирмой «Ахмедова-проект».
Наиболее значимые проекты: НИР «Приёмы благоустройства жилых микрорайонов г. Куйбышева» (1979), историко-архитектурный опорный план г. Куйбышева (1984), НИР «Составление каталога элементов благоустройства и ландшафтной организации и малых архитектурных форм» (1986), НИР «Градоэкологический мониторинг региона» (1988), НИР «Оценка территориальных ресурсов города, степени и интенсивности их освоения: 1-й этап – теоретические основы градостроительного мониторинга, 2-й этап – градостроительная оценка земель г. Самара, 3-й этап – прогноз развития самарской городской агломерации» (1988–1993)«», градостроительный мониторинг города: методы анализа функционирования и прогноз развития крупного промышленного города (на примере Самары) (1993–1996), НИР «Градоэкономический мониторинг крупного промышленного города» (1993), НИР «Концепция стратегии управления городским землепользованием с помощью дифференцированных земельных платежей» (1993), НИР «Комплексная оценка (бонитировка) земель государственного природного национального парка „Самарская Лука“» (1993–1994), историко-архитектурный опорный план национального парка «Самарская Лука» (1995), НИР «Расчёт градоэкономической ценности земель г. Самары по новым данным градостроительного мониторинга (корректировка расчёта 1991 года)» (1995), НИР «Теоретические основы устойчивого развития, градоэкономического регулирования и земельной политики в новых социально-экономических условиях» (1998), концепция развития Тольятти (1999), проекты охранных зон исторических районов Самары и Сызрани (2002–2005), разделы в составе генерального плана Самары (2005), раздел в составе схемы территориальной планировки Самарской области (2006–2008), разработка проекта предмета охраны, границ территории, требований к градостроительным регламентам в указанных границах в целях включения городского округа Самара в перечень исторических поселений (2018).

## Награды и звания
- лауреат премии Европейской ассоциации архитектурного образования (EAAE) (1998)[60]
- нагрудный знак «Почётный работник высшего профессионального образования Российской Федерации»[6]
- медаль Союза архитекторов России им. И. Жолтовского «За значительный вклад в архитектурное образование» (2008)[2][6]
- медаль РААСН (2009) — «за генеральный план городского округа г. Самары» (в соавторстве с Юрием Корякиным (рук.), Игорем Галаховым, Татьяной Ребайн, Вадимом Чекмарёвым, Михаилом Шуваловым)[61]
- золотая медаль РААСН (2010)[2][6]
- диплом РААСН в номинации «За лучший проект в области градостроительства» (2019) — «за историко-культурные и градостроительные исследования в целях обоснования установления границ территорий, зон охраны, объединённых зон охраны объектов культурного наследия, включая достопримечательные места, особых режимов использования земель и градостроительных регламентов в границах данных территорий и зон, а также в целях обоснования включения в перечень исторических поселений регионального значения части населённого пункта г. о. Самара с установлением предмета охраны исторического поселения регионального значения, границ территории исторического поселения регионального значения, требований к градостроительным регламентам в указанных границах» (в соавторстве с Татьяной Вавилонской (рук.), Михаилом Шуваловым, Ольгой Дидковской, Юрием Корякиным, Юлией Рейхель)[62]
- более 30 дипломов за лучшие дипломные проекты архитекторов на международных смотрах-конкурсах[23][25]

## Избранная библиография

### Монографии
- Ахмедова, Е. А. Городская среда: проблемы реконструкции: монография / Е. А. Ахмедова, В. А. Шабанов. – Куйбышев: Книжное издательство, 1989. – 106 с. – ISBN 5-7575-0017-4.
- Ахмедова, Е. А. Региональный ландшафт: история, экология, композиция. Ландшафтные исследования в градостроительстве: монография / Е. А. Ахмедова. – Самара: Самарское книжное издательство, 1991. – 248 с.
- Ахмедова, Е. А. Градостроительное регулирование региональной среды обитания: монография / Е. А. Ахмедова; Науч. ред. И. А. Виншу. – Самара: Самарский государственный университет, 1993. – 163 с.
- Самарская Лука: современное состояние и пути устойчивого развития ландшафтно-градостроительного комплекса: монография / Е. А. Ахмедова, Н. А. Лекарева, Т. В. Баранова, В. А. Шабанов, Т. В. Каракова, В. В. Владимиров, Т. Я. Вавилова, С. К. Жидкова, С. В. Генералова, Н. А. Иваненко, О. В. Дидковская, Л. Г. Щербакова, М. Е. Леглер, Т. И. Ведерникова, В. И. Анюхина, В. К. Емельянов, И. Л. Павлович, С. Г. Малышева; Отв. ред. Е. А. Ахмедова, Н. А. Лекарева, Т. В. Баранова, В. А. Шабанов. – Самара: НВФ «Сенсоры. Модули. Системы», 1997. – 375 с. – ISBN 5-8017-0002-1.
- Стратегическое городское планирование: монография / В. П. Андриевская, А. П. Эстрин, Е. А. Ахмедова, Т. В. Каракова, В. А. Шабанов. – Самара: СГАСУ, 2001. – 264 с. – ISBN 5-8017-0088-9.

### Учебные пособия
- Методика градостроительного проектирования: учебное пособие / Т. Я. Ребайн, Е. А. Ахмедова, Т. В. Каракова, С. В. Генералова. – Куйбышев: Куйбышевский государственный университет, 1987. – 80 с.
- Ахмедова, Е. А. Реальнoе прoектирoвание в вузе: учебное пособие / Е. А. Ахмедова. – Самара: СамАСИ, 1991. – 47 с.
- Ахмедова, Е. А. Эстетика архитектуры и дизайна: учебное пособие / Е. А. Ахмедова. – Самара: СГАСУ, 2007. – 432 с. – ISBN 978-5-9585-025-6.

### Научно-справочные издания
- Культурное наследие Самарской области. Том 1: объекты архитектурного наследия / Е. А. Ахмедова, Е. М. Бальзанникова, Т. В. Вавилонская, А. В. Жоголева, М. Г. Зобова, М. О. Иванов, Л. И. Иванова, Н. А. Косенкова, Д. В. Литвинов, В. Л. Пастушенко, Е. В. Пономаренко, В. А. Самогоров, Е. А. Сысоева, А. Н. Терягова; Гл. ред. Т. В. Вавилонская. – Самара, 2020. – 704 с. – ISBN 978-5-7964-2266-3. – ISBN 978-5-7964-2267-0.

### Избранные научные статьи
За годы научно-исследовательской и проектной работы опубликовано более 160 статей на русском и английском языках, среди которых особенно выделяются следующие:
- Ахмедова, Е. А. Генеральная линия. Самара как туристический проект / Е. А. Ахмедова, С. Г. Малышева // А. С. С. - Проект Волга. – 2006. – №8-9. – С. 41-44.
- Ахмедова, Е. А. Планировочные аспекты перспективного преобразования агломераций / Е. А. Ахмедова, И. Н. Яковлев // Academia. Архитектура и строительство. – 2009. – № 1. – С. 40-45.
- Ахмедова, Е. А. Современные проблемы агломерационной стадии развития российских городов / Е. А. Ахмедова, И. Н. Яковлев // Жилищное строительство. – 2009. – № 3. – С. 27-31.
- Ахмедова, Е. А. Современный генеральный план города и возможности его реализации в условиях рынка / Е. А. Ахмедова // Промышленное и гражданское строительство. – 2010. – № 8. – С. 6-10.
- Ахмедова, Е. А. Особенности градостроительных трансформаций в Самаро-Тольяттинской агломерации с учетом ее приграничного положения / Е. А. Ахмедова // Вестник СГАСУ. Градостроительство и архитектура. – 2011. – № 2. – С. 5-9. – DOI 10.17673/Vestnik.2011.02.1.
- Ахмедова, Е. А. Рабочие посёлки Советской индустриализации и их роль в развитии архитектурно-планировочной системы г. Куйбышева (Самары) / Е. А. Ахмедова, А. С. Гниломедов // Архитектура и строительство России. – 2014. – № 7. – С. 20-27.
- Ахмедова, Е. А. Сравнительный анализ методических подходов к проектам планировки территории / Е. А. Ахмедова // Приволжский научный журнал. – 2014. – № 3(31). – С. 100-106.
- Ахмедова, Е. А. Город и аграрный кластер / Е. А. Ахмедова, А. В. Жоголева, Е. С. Мальцева // Вестник СГАСУ. Градостроительство и архитектура. – 2014. – № 1(14). – С. 13-18. – DOI 10.17673/Vestnik.2014.01.2.
- Ахмедова, Е. А. Принципы формирования архитектурно -планировочной структуры офисно-деловых центров в исторической застройке крупнейших городов / Е. А. Ахмедова, С. И. Галахов // Вестник СГАСУ. Градостроительство и архитектура. – 2014. – № 1(14). – С. 6-12. – DOI 10.17673/Vestnik.2014.01.1.
- Гельфонд, А. Л. Формирование архитектурно-пространственной структуры Волжских набережных на примере Нижнего Новгорода и Самары / А. Л. Гельфонд, Е. А. Ахмедова // Архитектура и строительство России. – 2015. – № 7(211). – С. 2-15.
- Ахмедова, Е. А. Развитие архитектурно-планировочной структуры города Самары в 1920-2000 годы / Е. А. Ахмедова, Е. П. Борисова // Архитектура и строительство России. – 2016. – № 4(220). – С. 12-21.
- Ахмедова, Е. А. Этапы формирования градостроительных идей в мировой истории / Е. А. Ахмедова, Е. П. Борисова // Приволжский научный журнал. – 2016. – № 2(38). – С. 173-178.
- Ахмедова, Е. А. Современные требования к включению уплотнительной застройки в композиционно-планировочную структуру крупнейшего города / Е. А. Ахмедова // Innovative Project. – 2016. – Т. 1. – № 1(1). – С. 44-47. – DOI 10.17673/ip.2016.1.01.7.
- Ахмедова, Е. А. Градоэкономические аспекты оценки городских земель с позиций инвестиционной привлекательности / Е. А. Ахмедова, Н. А. Лекарева // Приволжский научный журнал. – 2016. – № 4(40). – С. 149-154.
- Ахмедова, Е. А. Медиатехнологии в современном городе / Е. А. Ахмедова, А. Д. Кандалова // Градостроительство и архитектура. – 2016. – № 3(24). – С. 44-48. – DOI 10.17673/Vestnik.2016.03.7.
- Семенцов, С. В. Водные пространства как главные общественные пространства градостроительных композиций и функциональных систем крупнейших городов / С. В. Семенцов, Е. А. Ахмедова, В. И. Волков // Вода и экология: проблемы и решения. – 2017. – № 4(72). – С. 86-94. – DOI 10.23968/2305-3488.2017.22.4.86-94.
- Akhmedova, E. Urban information spaces as the basis of the system “Smart City” / E. Akhmedova, A. Zhogoleva, A. Teryagova // IOP Conference Series: Materials Science and Engineering. – 2020. – Vol. 775. – Pp. 012003. – DOI 10.1088/1757-899X/775/1/012003.
- Ахмедова, Е. А. Комплексное развитие территорий региональных центров: особенности градостроительного регулирования / Е. А. Ахмедова, Т. В. Вавилонская // Архитектура и строительство России. – 2021. – № 3(239). – С. 6-15.
- Ахмедова, Е. А. Принципы сохранения историко-культурной многослойности общественных пространств: диалог времен / Е. А. Ахмедова, И. И. Кузнецов // Градостроительство и архитектура. – 2022. – Т. 12. – № 2(47). – С. 54-62. – DOI 10.17673/10.17673/Vestnik.2022.02.09.